# All-America Selections

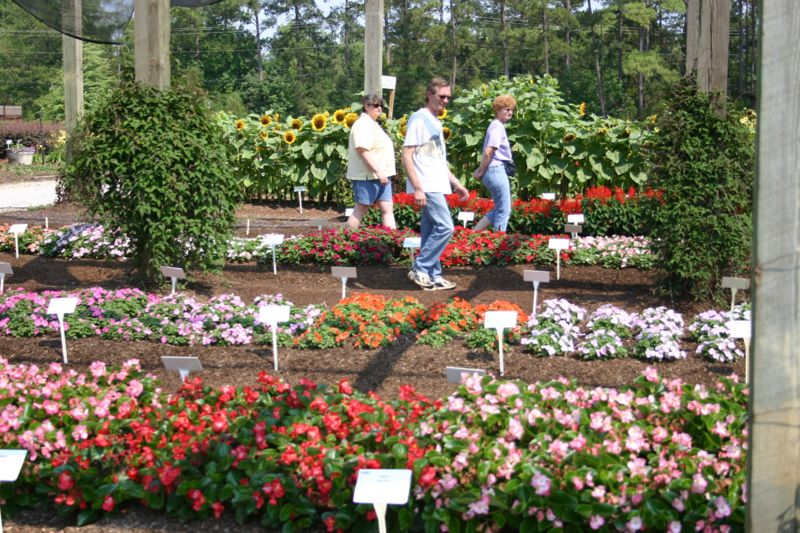
Campo de pruebas del AAS en el Park Seed Company, Photo de Christa Hanson, cedida cortesía del Park Seed Company..

El All-America Selections (AAS) (Selecciones de Toda-América), es un organismo no gubernamental, sin ánimo de lucro, cuya finalidad es el de "promover nuevas variedades de semillas de jardín para conseguir su excelencia, juzgando mediante exhibiciones imparciales en Norteamérica." Para lograr esto, la "All-America Selections" organiza y supervisa un programa de pruebas que implica la colaboración de profesionales de la horticultura a través del continente (actualmente 2007, las pruebas del AAS implican a más de 40 instituciones (Compañías productoras de semillas, jardines botánicos) de 24 estados de Estados Unidos y de 5 provincias de Canadá). El "AAS" está gobernado por una "junta directiva" que consiste en cuatro oficiales y seis directores, siendo la organización establecida en Norteamérica más antigua, reconocida internacionalmente, dedicada a las pruebas de evaluación de las plantas de flor en Norteamérica y a la mejora de las semillas.

## Procedimiento
Los horticultores someten sus logros de nuevas plantas al AAS para su evaluación. Las plantas entonces se prueban en más de 40 sitios independientes situados en 24 estados de los Estados Unidos y en 5 provincias canadienses. Un sitio de prueba se llama jardín de pruebas o el terreno de ensayo. Cada terreno de ensayo tiene por lo menos un juez oficial del AAS. El juez supervisa el ensayo y evalúa las entradas para el AAS sin cargo alguno. Ningunos de los jueces son pagados por sus actividades para el AAS.
Normalmente, los jueces son profesionales hortícolas, y el sitio es parte de los terrenos de cultivo y ensayo de la compañía de semillas, de la universidad, o de otra institución hortícola. La junta directiva del AAS con el objetivo del correcto funcionamiento de las evaluaciones son los que dan el visto bueno a todos los jueces y lugares de los ensayos en diversas partes de Norteamérica.
El juez del sitio es el responsable de conducir las evaluaciones de las entradas y de las comparaciones con las plantas más cercanas existentes en el mercado. El juez evalúa las entradas que buscan calidades deseables tales como formas de la flor nuevas, los colores de la flor, demostración de la flor en contraste con su follaje, fragancia, duración del periodo de floración, y tolerancias a enfermedades o la resistencia a los parásitos. Las berzas y las frutas se juzgan buscando rasgos tales como, la rapidez de maduración para cosechar, la producción total, el gusto de la fruta, la calidad de la fruta, la facilidad de la cosecha, el hábito de la planta, y la resistencia a enfermedades o a parásitos. En los últimos diez años, para admitir una entrada necesita tener por lo menos dos cualidades perceptiblemente mejoradas para ser considerada por los jueces para una concesión del AAS.
Los jueces evalúan pruebas del AAS toda la estación, divulgando a sus puntuaciones en el otoño. Los jueces puntúan cada entrada de 0 a 5 puntos, con 5 siendo la más alta. El AAS utiliza una firma de supervisores independiente para calcular la puntuación media de cada entrada. Solamente la entrada con la puntuación media más alta se considera para una posible concesión del AAS. Los jueces del AAS determinan cuál, de las nuevas entradas han demostrado calidades superiores para ser introducidas como ganadoras del AAS.
Las evaluaciones del AAS se han celebrado cada año desde 1932. El número de jueces y de lugares puede variar, pero los ensayos se realizan cada año. En 1984 la junta directiva del AAS decidía simplificar el sistema de la concesión y la concesión solamente dos tipos. Hay una concesión de la medalla de oro del AAS reservada para un espécimen innovador que significa una ruptura con los existentes. Las concesiones de la medalla de oro han sido raras, dadas tan solo una o dos veces en una década. La otra concesión del AAS reconoce una flor o una berza con logros de mejoras significativas, demostrando ser superior a todas las otras existentes en el mercado.
El AAS no publicita a los ganadores de la concesión del AAS. El AAS delega esta acción en un programa de relaciones públicas para informar a los jardineros sobre los ganadores del AAS que se anuncian cada septiembre. Las revistas de lo consumidores, los periódicos, los boletines de los club de jardinería y los agentes de las cooperativas de extensión son los que se encargan de introducir a ganadores del AAS a los jardineros caseros.

## Historia

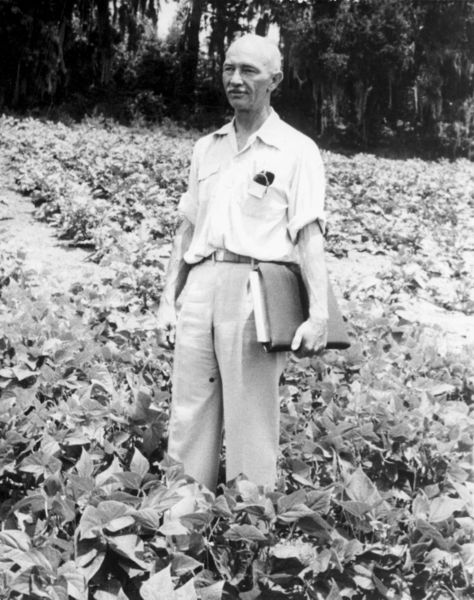
W. Ray Hastings fue el promotor de la mejora de las variedades mediante las evaluaciones de la calidad de las plantas a través de Norteamérica. Foto cedida cortesía del All-America Selections..

Cuando fue concebida en 1932 la idea del All-America Selections, había solamente algunos emplazamientos de evaluación de vegetales alrededor del país. Si un horticultor particular o una compañía de producción de semillas deseaba introducir una nueva variedad, las plantas generalmente eran evaluadas en una área geográfica. No había ningún programa de pruebas independiente a nivel nacional ni un estándar uniforme para la evaluación de las nuevas variedades de plantas.
En 1932, W. Ray Hastings propuso una red nacional independiente de localizaciones de pruebas donde las nuevas variedades de flores y de verduras que surgieran se podrían probar en varios climas diferentes por expertos hortícolas imparciales, sin pagar. Presentó su oferta a la asociación "Southern Seedsman’s Association " de Atlanta, Ga. Su idea se afianzó y la asociación donó el dinero para comenzar el "All-America Selections". Hastings dirigió el AAS, sirviendo como secretario ejecutivo desde 1932 hasta 1971.
Los primeros ganadores del AAS fueron anunciados un año después de que la organización fuera fundada, cuando los resultados fueron tabulados para el primer ensayo. Los ganadores del AAS han sido dados a conocer cada año desde 1933. En 1934, había unas 30 nuevas variedades registradas gracias a los galardones del AAS, un número récord. No ha habido más que unos pocos ganadores del AAS registrados desde 1934.

## En la actualidad
Actualmente, más de 7 décadas después, All-America Selections permanece en sus principios originales de evaluar e introducir las nuevas variedades que han probado su mejora. El AAS introduce solamente las nuevas variedades perceptiblemente mejoradas como ganadores del AAS para los jardineros en Norteamérica.
All-America Selections fue presentada en el 2005 al galardón de la asociación de escritores de jardinería "Wilfred J. Jung" para reconocerle su servicio a la horticultura.